# 소보콤플로트
소보콤플로트(러시아어: PAO Sovcomflot, PAO Modern Commercial Fleet, 글자그대로 ‘현대적 상선’). 소보콤플로트는 러시아 최대의 해운 회사이자, 탄화수소 해상 운송은 물론 연안 탐사와 석유, 가스 생산 서비스와 지원 분야의 글로벌 리더 중 하나이다.

## 역사
1973년 소련 정부는 국영 해상 함대에서 분리된 특별 해운 회사를 설립할 것을 선언했다. 1976년 상선부는 특별 기금을 설립했고 새로 형성된 법인은 이 기금을 사용하여 40,000 DWT의 건화물 운송선 2척인 보스프라치트와 소빈플로트를 인수했다.
1988년 이러한 사업은 소련 각료회의의 특별 승인을 받은 유일한 국영 기업인 소보콤플로트 합자회사(SCF)로 재편되었다. 1990년까지 자산은 1,800,000DWT의 총 톤수 운반 능력에 도달했다. 1995년 6월의 추가 조직 개편으로 소보콤플로트의 국유 기업으로서의 특별한 지위가 확인되었다.
2007년 6월 러시아 블라미르 푸틴 대통령은 소보콤플로트와 노보쉽의 합병을 승인했다. 국가는 소보콤플로트 자본의 노보쉽에 50.34%의 지분을 '투자'했다. 법적 절차는 2008년 초에 완료되었으며, 2008년 1월에 소보콤플로트는 노보쉽의 나머지 소액주주들에게 주식 매수를 제안했다. 노보쉽 자산을 소보콤플로트 운영에 통합하는 작업은 2008년 8월 현재 계속된다(차량 관리 및 판매는 2008년 7월에 통합됨).
2017년 8월 소보콤플로트 소유 유조선인 크리스토프 드 마르주리호는 노르웨이 함메르페스트에서 한국 보령까지 최단 22일 만에 북극항로를 완성한 화물선 최초의 항해가 되었다.
2022년 3월 24일 영국은 2022년 러시아의 우크라이나 침공에 대응하여 소보콤플로트에 제재를 가했다. 소보콤플로트는 또한 캐나다의 승인을 받았으며, 미국은 소보콤플로트가 미국 자본 시장에서 자금을 조달하는 것을 금지했다. 미국의 제재로 소보콤플로트가 선박과 화물에 대한 보험을 받는 것이 매우 어려웠다. 이로 인해 많은 아시아 고객들이 러시아가 판매하는 3가지 주요 수출 등급 원유 중 하나인 소콜(Sokol)에 대한 주문을 취소했다.
2022년 5월 5일 로이즈 리스트는 소보콤플로트가 채권자에게 지불할 현금을 확보하기 위해 차량의 최대 3분의 1을 매각할 계획이라고 보고했다. 소보콤플로트는 보고서를 ‘과장’과 ‘루머’라고 치부했으며, 단지 오래된 시설과 선박을 매각한 것이라고 말했다.
잉고슈트라크가 소보콤플로트의 유조선에 보험을 든 것은 6월 13일에 밝혀졌다.
2022년 6월 10일, 러시아 국영 재보험 회사는 2022년 제재로 러시아 해운 산업이 침체될 때 소보콤플로트의 선박을 포함한 러시아 선박에 재보험을 하겠다고 발표했다.
2022년 6월 23일 인도 선급 등록은 소보콤플로트의 자회사인 두바이 기반 SCF 관리 서비스에서 관리하는 수십 척의 선박에 안전 인증을 제공할 것이라고 발표했다.  CEO는 6월 18일 소보콤플로트가 러시아 보험사와 함께 모든 화물선에 보험을 가입했다고 말했다.

## 선단

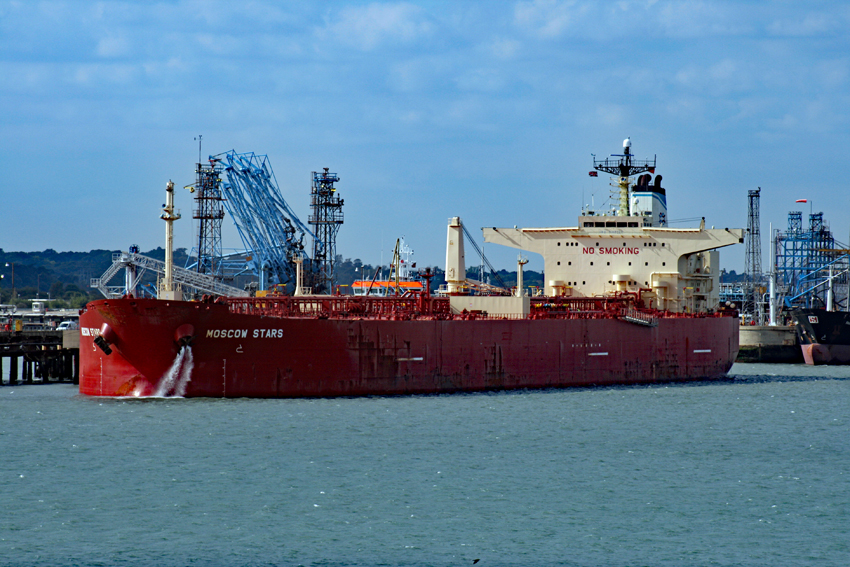
잉글랜드 햄프셔주 폴리 정유소의 모스크바 스타즈(Moscow Stars) 유조선

2022년 5월 기준으로 회사는 122척의 선박을 보유하고 있다. 선단은 원유 탱커 50척, 석유 제품 탱커 34척, 셔틀 탱커 14척, 천연가스 운반선 10척으로 구성되어 있다. 소보콤플로트는 또한 10개의 쇄빙선을 소유하고 있다.

## 관리
회사는 상트페테르부르크에 등록되어 있으며, 모스크바, 노보로시스크, 무르만스크, 블라디보스토크, 유즈노사할린스크, 런던, 리마솔 및 두바이에 대표 사무소가 있다.
소보콤플로트 이사회는 일반적으로 러시아 대통령부의 경영진이 이끌고 있다. 2007년 7월 이사회 의장이자 블라디미르 푸틴 대통령의 보좌관이었던 이고르 슈발로프가 대통령 비서실장인 세르게이 나리쉬킨으로 교체되었다. 다른 이사들은 2007년에 인사 발령이 있었다: 안드레이 코스틴(VTB 은행), 유리 메드베데프, 알렉산더 미사린, 글레프 니키틴, 찰스 E. 라이언(독일은행의), 알렉세이 소콜로프, 엘레나 티토바(모건스탠리),알렉산더 티코노프, 세르게이 프랑크(최고 경영자)
세르게이 프랑크는 2004년 10월부터 최소한 2012년까지 CEO로서 운영을 통제했다. 2012년 현재 관리 이사회에는 세르게이 부리마(운영), 니콜라스 페어펙스(런던 운영), 안드레이 클루네프(회계), 니콜라이 콜레스니코프(금융), 알렉산드르 쿠르티닌(감사), 칼룸 루드가테(헌장 및 가스), 블라디미르 메드니코프(법률), 세르게이 포프라프코(키프로스 운영)가 포함되어 있다.
2019년 8월 현재 프랑크는 여전히 CEO이고, 니콜라이 콜레스니코프는 CFO이고, 이고르 톤코비도프는 COO와 CTO이다.